# Hong Kong aux Jeux olympiques d'été de 2016
Hong Kong participe aux Jeux olympiques d'été de 2016 à Rio de Janeiro. Il s'agit de sa 16e participation aux Jeux olympiques d'été.

## Athlétisme

### Homme

#### Concours
| Athlètes      | Compétition      | Série    | Série | Finale   | Finale  |
| ------------- | ---------------- | -------- | ----- | -------- | ------- |
| Athlètes      | Compétition      | Résultat | Rang  | Résultat | Rang    |
| Chan Ming Tai | Saut en longueur | 7,79 m   | 17e   | Eliminé  | Eliminé |

### Course
| Athlètes      | Compétitions | Série | Série | Demi-Finales | Demi-Finales | Finale          | Finale |
| ------------- | ------------ | ----- | ----- | ------------ | ------------ | --------------- | ------ |
| Athlètes      | Compétitions | Temps | Rang  | Temps        | Rang         | Temps           | Rang   |
| Yiu Kit Ching | Marathon     | NC    | NC    | NC           | NC           | 2 h 36 min 11 s | 39e    |

## Aviron
Légende: FA = finale A (médaille) ; FB = finale B (pas de médaille) ; FC = finale C (pas de médaille) ; FD = finale D (pas de médaille) ; FE = finale E (pas de médaille) ; FF = finale F (pas de médaille) ; SA/B = demi-finales A/B ; SC/D = demi-finales C/D ; SE/F = demi-finales E/F ; QF = quarts de finale; R= repêchage
Hommes
| Athlète                      | Compétition                        | Séries  | Séries | Repêchage | Repêchage | Demi-finales | Demi-finales | Finale  | Finale |
| Athlète                      | Compétition                        | Temps   | Rang   | Temps     | Rang      | Temps        | Rang         | Temps   | Rang   |
| ---------------------------- | ---------------------------------- | ------- | ------ | --------- | --------- | ------------ | ------------ | ------- | ------ |
| Chiu Hin Chun Tang Chiu Mang | Deux de couple poids légers hommes | 6:45.05 | 5 R    | 7:22.05   | 6 SC/D    | 7:33.47      | 4 FD         | 6:57.95 | 19e    |
| Lee Ka Man Lee Yuen Yin      | Deux de couple poids légers femmes | 7:29.87 | 5 R    | 8:20.96   | 6 SC/D    | 8:14.17      | 2 FC         | 7:46.85 | 16e    |

## Badminton
| Athlète                      | Compétition   | Phase de groupes                                | Phase de groupes                     | Phase de groupes                              | Phase de groupes | 1/8e de finale                        | Quarts de finale | Demi-finales     | Finale           | Finale    |
| Athlète                      | Compétition   | Adversaire Score                                | Adversaire Score                     | Adversaire Score                              | Rang             | Adversaire Score                      | Adversaire Score | Adversaire Score | Adversaire Score | Rang      |
| ---------------------------- | ------------- | ----------------------------------------------- | ------------------------------------ | --------------------------------------------- | ---------------- | ------------------------------------- | ---------------- | ---------------- | ---------------- | --------- |
| Hu Yun                       | Simple hommes | bat Yu 21-16, 21-15                             | bat Abián 21-18, 21-19               | NC                                            | 1er Gr. D        | battu par Chou Tien-chen 10-21, 13-21 | Éliminé          | Éliminé          | Éliminé          | Éliminé   |
| Ng Ka Long                   | Simple hommes | bat Giuffre 21-11, 21-14                        | bat Martins 21-17, 21-18             | NC                                            | 1er Gr. M        | battu par Son Wan-ho 21-23, 17-21     | Éliminé          | Éliminé          | Éliminé          | Éliminé   |
| Yip Pui Yin                  | Simple dames  | battue par Tolmoff 21-5, 13-21, 19-21           | battue par Intanon 18-21, 12-21      | NC                                            | 3e Gr. L         | Éliminée                              | Éliminée         | Éliminée         | Éliminée         | Éliminée  |
| Poon Lok Yan / Tse Ying Suet | Double dames  | battues par Maheswari / Polii 9-'21, 11-21      | battues par Ho / Woon 15-21, 13-21   | battues par Olver / Smith 17-21, 21-18, 16-21 | 4e Gr. C         | NC                                    | Éliminées        | Éliminées        | Éliminées        | Éliminées |
| Lee Chun Hei / Chau Hoi Wah  | Double mixte  | battus par Jordan / Susanto 12-21, 21-19, 15-21 | battus par Zhang / Zhao 16-21, 15-21 | battent Fuchs / Michels 21-17, 21-14          | 3e Gr. A         | NC                                    | Éliminés         | Éliminés         | Éliminés         | Éliminés  |

## Cyclisme

### Cyclisme sur route
| Athlète         | Compétition            | Temps | Rang |
| --------------- | ---------------------- | ----- | ---- |
| Cheung King Lok | Course en ligne hommes | DNF   | DNF  |

### Cyclisme sur piste

#### Vitesse
| Athlète     | Compétition                 | Qualification | Qualification | 1er tour                             | Repêchages 1             | 2e tour                           | Repêchages 2             | Quarts de finale          | Demi-finales             | Finale                                                              | Finale |
| Athlète     | Compétition                 | Temps Vitesse | Rang          | Adversaire Temps Vitesse             | Adversaire Temps Vitesse | Adversaire Temps Vitesse          | Adversaire Temps Vitesse | Adversaire Temps Vitesse  | Adversaire Temps Vitesse | Adversaire Temps Vitesse                                            | Rang   |
| ----------- | --------------------------- | ------------- | ------------- | ------------------------------------ | ------------------------ | --------------------------------- | ------------------------ | ------------------------- | ------------------------ | ------------------------------------------------------------------- | ------ |
| Lee Wai-sze | Vitesse individuelle femmes | 10.800 66.666 | 3 Q           | Virginie Cueff (FRA) W 11.355 63.408 |                          | Anna Meares (AUS) W 11.551 62.332 |                          | Kristina Vogel (GER) L, L | Éliminée                 | Course pour la 5e place Zhong (CHN) Krupeckaitė (LTU) Voinova (RUS) | 6e     |

#### Keirin
| Athlète     | Compétition   | 1er tour | Repêchage | 2e tour | Finale |
| Athlète     | Compétition   | Rang     | Rang      | Rang    | Rang   |
| ----------- | ------------- | -------- | --------- | ------- | ------ |
| Lee Wai-sze | Keirin femmes | 1 Q      |           | DNF     | 7e     |

#### Omnium
| Athlète         | Compétition   | Scratch | Poursuite      | Poursuite | Élimination | Contre-la-montre | Contre-la-montre | Tour lancé | Tour lancé | Course aux points | Course aux points | Total | Rang |
| Athlète         | Compétition   | Rang    | Temps          | Rang      | Rang        | Temps            | Rang             | Temps      | Rang       | Points            | Rang              | Total | Rang |
| --------------- | ------------- | ------- | -------------- | --------- | ----------- | ---------------- | ---------------- | ---------- | ---------- | ----------------- | ----------------- | ----- | ---- |
| Leung Chun Wing | Omnium hommes | 16e     | 4 min 29 s 162 | 13e       | 13e         | 1 min 03 s 730   | 8e               | 12.265     | 8e         | 1                 | 11e               | 105   | 11e  |
| Diao Xiao Juan  | Omnium femmes | 11e     | 3 min 44 s 455 | 14e       | 14e         | 36 s 944         | 16e              | 14.499     | 11e        | 22                | 10e               | 100   | 12e  |

### VTT
| Athlète        | Compétition              | Temps           | Rang |
| -------------- | ------------------------ | --------------- | ---- |
| Chan Chun Hing | Cross-country VTT hommes | 1 h 44 min 41 s | 32e  |

## Escrime
| Athlète        | Compétition        | 1/32 de finale   | 1/16 de finale                 | 1/8 de finale               | Quarts de finale | Demi-finales     | Finale Match pour la médaille de bronze Matchs de classement 5-8 | Rang     |
| Athlète        | Compétition        | Adversaire Score | Adversaire Score               | Adversaire Score            | Adversaire Score | Adversaire Score | Adversaire Score                                                 | Rang     |
| -------------- | ------------------ | ---------------- | ------------------------------ | --------------------------- | ---------------- | ---------------- | ---------------------------------------------------------------- | -------- |
| Cheung Ka Long | Fleuret individuel | NC               | bat Heo 15 - 8                 | battu par Toldo 10 - 15     | Éliminé          | Éliminé          | Éliminé                                                          | Éliminé  |
| Vivian Kong    | Épée individuelle  | NC               | bat Shutova 15 - 10            | battue par Fiamingo 11 - 15 | Éliminée         | Éliminée         | Éliminée                                                         | Éliminée |
| Lin Po Heung   | Fleuret individuel | NC               | battue par Di Francisca 8 - 15 | Éliminée                    | Éliminée         | Éliminée         | Éliminée                                                         | Éliminée |

## Natation
| Athlète                                            | Épreuve                       | Séries        | Séries | Demi-finales  | Demi-finales | Finale    | Finale    |
| Athlète                                            | Épreuve                       | Temps         | Rang   | Temps         | Rang         | Temps     | Rang      |
| -------------------------------------------------- | ----------------------------- | ------------- | ------ | ------------- | ------------ | --------- | --------- |
| Claudia Lau                                        | 100 m dos femmes              | 1 min 01 s 27 | 19e    | Éliminée      | Éliminée     | Éliminée  | Éliminée  |
| Claudia Lau                                        | 200 m dos femmes              | 2 min 10 s 94 | 18e    | Éliminée      | Éliminée     | Éliminée  | Éliminée  |
| Camille Cheng                                      | 50 m nage libre femmes        | 25 s 92       | 44e    | Éliminée      | Éliminée     | Éliminée  | Éliminée  |
| Camille Cheng                                      | 100 m nage libre femmes       | 54 s 92       | 24e    | Éliminée      | Éliminée     | Éliminée  | Éliminée  |
| Camille Cheng                                      | 200 m nage libre femmes       | 1 min 59 s 71 | 29e    | Éliminée      | Éliminée     | Éliminée  | Éliminée  |
| Siobhan Haughey                                    | 200 m nage libre femmes       | 1 min 56 s 91 | 9e Q   | 1 min 57 s 56 | 13e          | Éliminée  | Éliminée  |
| Siobhan Haughey                                    | 200 m quatre nages femmes     | DNS           | DNS    | Éliminée      | Éliminée     | Éliminée  | Éliminée  |
| Yvette Kong                                        | 100 m brasse femmes           | 1 min 09 s 56 | 32e    | Éliminée      | Éliminée     | Éliminée  | Éliminée  |
| Yvette Kong                                        | 200 m brasse femmes           | DNS           | DNS    | Éliminée      | Éliminée     | Éliminée  | Éliminée  |
| Stephanie Au Camille Cheng Yvette Kong Sze Hang Yu | 4 x 100 m quatre nages femmes | 4 min 03 s 85 | 14e    | Éliminées     | Éliminées    | Éliminées | Éliminées |